# Östra Vikbolandets landskommun
Östra Vikbolandets landskommun var en tidigare  kommun i Östergötlands län.

## Administrativ historik
Kommunen bildades som så kallad storkommun vid kommunreformen 1952 genom sammanläggning av kommunerna Häradshammar, Jonsberg, Rönö, Östra Husby och Östra Ny.
Kommunen gick 1 januari 1967 samman med Västra Vikbolandets landskommun och bildade Vikbolandets landskommun, sedan 1 januari 1974 i Norrköpings kommun.
Kommunkoden var 0532.

### Kyrklig tillhörighet
I kyrkligt hänseende tillhörde landskommunen fem församlingar: Häradshammar, Jonsberg, Rönö, Östra Husby och Östra Ny.

## Geografi
Östra Vikbolandets landskommun omfattade den 1 januari 1952 en areal av 361,81 km², varav 360,48 km² land.

### Tätorter i kommunen 1960
I Östra Vikbolandets landskommun fanns tätorten Östra Husby, som hade 241 invånare den 1 november 1960. Tätortsgraden i kommunen var då 7,0 procent.

## Politik

### Mandatfördelning i valen 1950–62
| 12 | 14 | 4 | 5 |

| 33 |

| 11 | 13 | 5 | 6 |

| 32 |

| 9 | 15 | 4 | 7 |

| 29 | 6 |

| 9 | 16 | 3 | 7 |

| 28 | 7 |